# Parow
Parow est un faubourg situé en banlieue nord de la ville du Cap. Ancienne municipalité indépendante, Parow est l'une des localités de la municipalité métropolitaine du Cap depuis 2000.

## Situation
Parow est une banlieue résidentielle et commerciale du Cap située à 16 km au nord-est du City Bowl. Elle se situe au sud-ouest de la commune de Bellville et à l'est de celle de Goodwood. L'artère principale commerçante de Parow est Voortrekker Road.

## Démographie
Selon le recensement de 201, la localité de Parow compte 119 462 résidents, principalement issus de la communauté coloured (58,44 %).
Les blancs représentent 25,45 % des habitants tandis que les noirs, population majoritaire dans le pays, représentent 9,62 % des résidents.
Les habitants sont à 65,61 % de langue maternelle afrikaans et à 26,79 % de langue maternelle anglaise.

## Historique

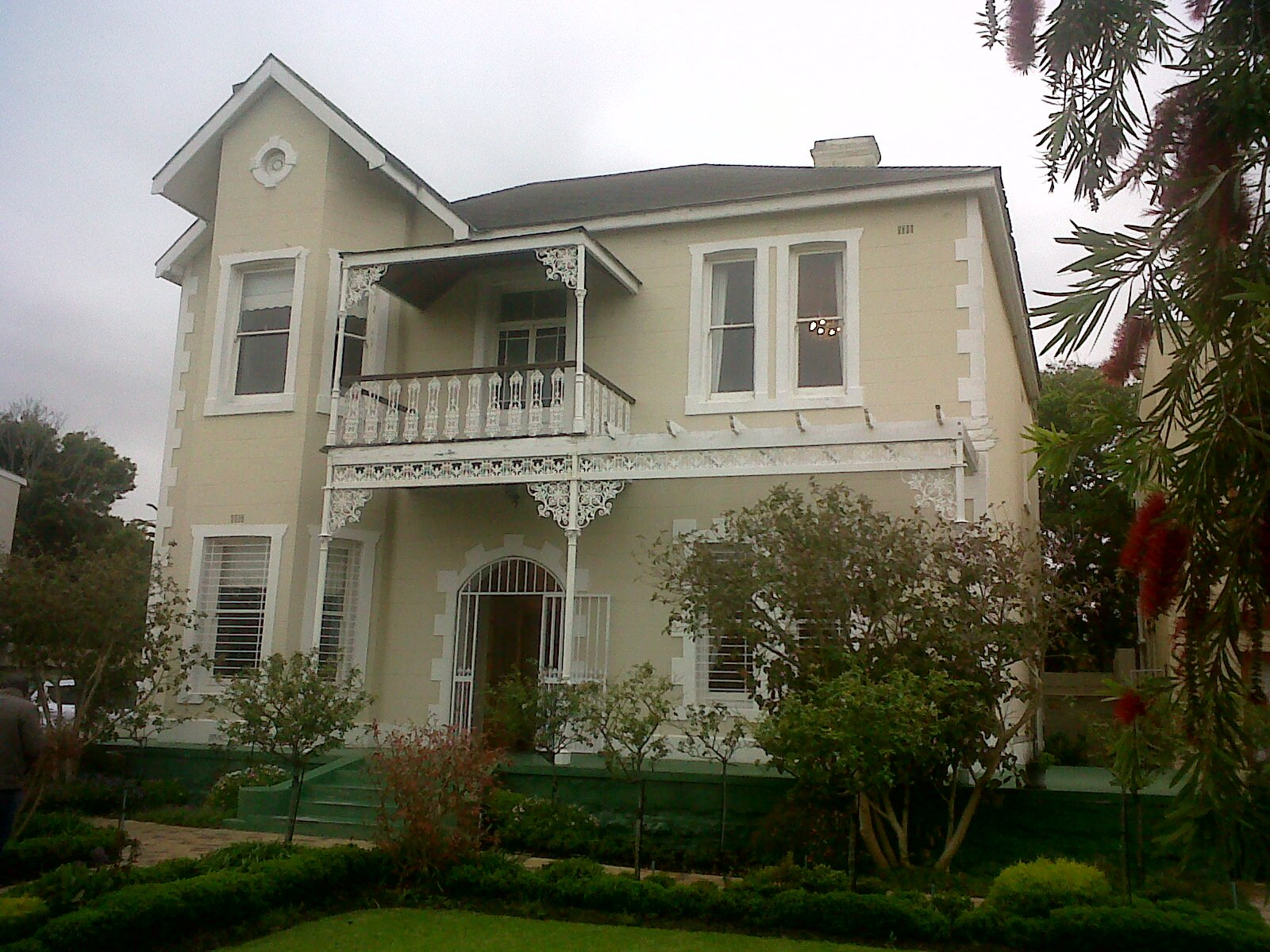
Maison de style edwardienne et victorienne sur Hopkins street

Parow est nommé en hommage à son fondateur, le capitaine prussien Johann Heinrich Ferdinand Parow (mort en 1910) dont la goélette, Kehrwieder, s'était échouée en 1865 dans la baie de la Table. Il avait alors décidé de s'établir au Cap, s'était marié et après avoir prospecté la région, avait réalisé le potentiel de développement de la région nord de la vallée de Tyger, notamment en termes de commerce de bétail. Il s'était alors établi dans la vallée et avait fondé en 1886 le hameau de Parow qu'il avait fait prospérer.
Le hameau devient ensuite village (1902) puis municipalité (1939) et est inclus dans la banlieue métropolitaine du Cap en 1944. 

Durant les années 1960, 70 et 80, Parow se transforme en zone commerciale réputée pour ses magasins et autres commerces alignés le long de Voortrekker road, la plus longue artère de la métropole du Cap. Durant les années 1990, Parow commence à décliner et perd une partie de sa population blanche à hauts revenus. En 1996, à la suite de la réorganisation territoriale, Parow est intégrée dans la nouvelle municipalité de Tygerberg. En 2000, cette dernière intègre la nouvelle municipalité du Cap faisant de Parow un faubourg du Cap.

## Circonscriptions électorales
La commune de Parow se partage entre 4 circonscriptions municipales :
- la circonscription 2 (Avondale au sud de la N1, à l'est de Avon Road et Tierberg Crescent, au nord de Monte Vista et à l'ouest de Toner North Street - Bellville CBD au sud de Wilge Road et Pastorie Road, à l'ouest de Vlei Road - Belvedere Tygerberg - Bosbell - Boston - Churchill Estate  au sud-est de Frans Conradie Drive, ouest de McIntyre Road, nord-ouest de la 3rd Avenue et nord est de Frankford Road et Scott Street - Clamhall - De Tijger - De Tujger - Fairfield Estate - Glenlilly - Kingston - Oakdale - Oosterzee - Parow North - Vredelust - Vredelust - Vredelust Bellville) dont le conseiller municipal est Leonore Van Der Walt (DA)[2]
- la circonscription 10 (Avondale - Beaconvale au sud de Riley Street, est de De La Rey Street et nord de Francie van Zijl Drive - Belgravia - Bellrail - Bellville au sud de Old Paarl Road, est de Quarry Road, nord de Strand Street et ouest de Bill Bezuidenhout Avenue - Bellville CBD au sud de Voortrekker Road, ouest de Willie Hofmeyr Avenue et nord de Suid Street,  Belrail Road, Reed Street et Tienie Mayer Bypass - Chrismar - Dunrobin - Fairfield Estate - Hardekraaltjie - Kempenville - Klipkop - Oakdale - Oostersee Parow - Parow - Parow East - Ravensmead - Sanlamhof - Stikland - Transnet - Transnet Marshalling Yard - Tygerberg Hospital - Tygerberg Hospital) dont le conseiller municipal est Ernest Sonnenberg (DA)[3]
- la circonscription 22 (Belhar Ext 1, Ext 14, Ext 17 Erica, Ext 2, Ext 3, Ext 4, Ext 5, Ext 6, Ext 7, Ext 8, Ext 9 - Modderdam - Parow Industria - Ravensmead - Uitsig) dont le conseiller municipal est Jemayne Andrews (DA)[4]
- la circonscription 26 (Avon - Beaconvale - Churchill Estate - Glenlily - Leonsdale - Parow - Parow Golf Course - Parow Valley - Riverton Elsies River) dont le conseiller municipal est Richard O Connell (DA)[5]

## Personnalité locale
- Stephanus Francois Kotzé, ministre (1980-1984), député de Parow de 1958 à 1984.